# Plagideicta major
Plagideicta major là một loài bướm đêm trong họ Noctuidae.